# Spetsensweidebeek
De Spetsensweidebeek is een beek in Nederlands Zuid-Limburg in de gemeente Gulpen-Wittem. De beek ligt ten zuidoosten en zuiden van Mechelen tussen de buurtschappen Elzet, Kleeberg en Höfke op de rechteroever van de Geul.

## Ligging
De Spetsensweidebeek ligt in het Geuldal en is onderdeel van het stroomgebied van de Maas. De beek ontspringt ten noordwesten van Elzet nabij de Schreursweg op de noordwestelijke helling van het Plateau van Vijlen. De beek stroomt in westelijke richting, passeert aan de noordzijde van Kleeberg en kruist de Bommerigerweg. Bij Höfke mondt de beek tussen de Theunisbron en de Landeus uit in de Geul.
Op ongeveer 100 meter zuidelijker stroomt de Theunisbron (op de rechteroever), op ongeveer 150 meter naar het noordoosten de Elzetergrub en op ongeveer 400 meter naar het noorden stroomt de Lombergbeek (op de rechteroever).